# Charles Dean Bunker
Charles Dean Bunker (* 12. Dezember 1870 in Mendota, Illinois; † 5. September 1948 in Lawrence, Kansas) war ein US-amerikanischer Wirbeltierzoologe und Museumskurator.

## Leben
Bunker war das jüngste von sieben Kindern von David und Susan Jane Bunker, geborene Spencer. Seine Schulausbildung verzögerte sich, weil seine Eltern ihn auf ärztlichen Rat hin dazu ermutigten, seine Kindheit im Freien zu verbringen, anstatt in die Schule zu gehen. Diese Erfahrung trug maßgeblich zu seinem Interesse an der Naturgeschichte bei, da er viel Zeit mit der Jagd und der Naturbeobachtung verbrachte. Die gesammelten Tiere übergab er einem örtlichen Tierpräparator, möglicherweise im Austausch für Kenntnisse in der Tierpräparation. Unter den von ihm erlegten Vögeln befand sich die letzte Wandertaube (Ectopistes migratorius), die aus der Region Mendota bekannt war.
Im Alter von 25 Jahren begann Bunker als Präparator für Lewis Lindsay Dyche an der University of Kansas zu arbeiten, mit einem Gehalt von 15 Dollar pro Monat. Im Jahr 1901 verließ er Kansas und ging an die University of Oklahoma, wo er bis 1904 blieb. Nach etwa einem Jahr, in dem er zusammen mit Charles H. Sternberg Wirbeltierfossilien zusammentrug, kehrte er nach Kansas zurück und blieb dort bis zu seiner Pensionierung im Jahr 1942. Auch in seinem Ruhestand besuchte er die Universität noch regelmäßig, bis seine schwächelnde Gesundheit ihn ab Anfang 1948 daran hinderte.
Nach seiner Rückkehr an die University of Kansas befasste sich Bunker mit der Pflege der wissenschaftlichen Sammlungen rezenter Wirbeltiere im 1901 fertiggestellten Museum für Naturgeschichte. Bis 1909 arbeitete er unter der Aufsicht von Lewis Lindsay Dyche. Als Dyche die Universität verließ, wurde Bunker als Hilfskurator mit der Leitung der Abteilung für rezente Wirbeltiere betraut. Mit seinem ausgeprägten Verantwortungsbewusstsein für wissenschaftliche Sammlungen führte Bunker ein sorgfältiges Katalogisierungssystem ein, das dem Museum in Kansas einen guten Ruf für wissenschaftliche Genauigkeit eingebracht hatte. 1919 nahm er an einer Sammelexpedition des Museums nach Alaska teil. 1924 heiratete er in zweiter Ehe Mary Frances Harkey, eine Kommilitonin an der University of Kansas.
Obwohl Bunker an der Universität keinen formalen Lehrauftrag innehatte, spielte er eine bedeutende Rolle in der Ausbildung vieler Studenten im Bereich der Naturwissenschaften. Bunker übertrug den Studenten Verantwortung in der Museumsarbeit und vertraute darauf, dass sie die ihnen zugewiesenen Aufgaben wissenschaftlich korrekt ausführen würden. Er förderte das Engagement der Studierenden, indem er sie in den Aufbau der wissenschaftlichen Sammlungen einbezog und die Erhaltung des Museums unterstützte. Zu den bekanntesten Schülern Bunkers zählen E. Raymond Hall, der spätere Direktor des University of Kansas Natural History Museum, der Paläontologe Ruben Arthur Stirton, später Direktor des University of California Museum of Paleontology, sowie der Mammaloge William Henry Burt.
Bunker vermittelte umfassende Kenntnisse über Wirbeltiere, zeigte jedoch ein besonderes Interesse an Vögeln. Trotz seiner umfangreichen Beobachtungen veröffentlichte er nur wenige wissenschaftliche Arbeiten, da er es bevorzugte, seine Entdeckungen den Studierenden zuzuschreiben.
Kurz vor seinem Tod wurde von der Kansas University Endowment Association ein Förderfonds eingerichtet, der ihm zu Ehren benannt wurde und Studierenden der Naturgeschichte an der Universität zugutekommt.
1923 wurde Bunker Mitglied bei der American Ornithologists’ Union. Zudem war er Mitglied beim Cooper Ornithological Club.

## Dedikationsnamen
Bunker wurde im Epitheton von mehreren Taxa geehrt, darunter Synaptomys bunkeri Hibbard, 1939 (eine fossile Art der Moorlemminge), Nettion bunkeri (Wetmore, 1944) (eine fossile Entenart), Neotoma bryanti subsp. bunkeri Burt, 1932, Antrozous pallidus subsp. bunkeri Hibbard, 1934, Holbrookia maculata subsp. bunkeri Smith, 1935, Marmota monax subsp. bunkeri Black, 1935, Perognathus flavus subsp. bunkeri Cockrum, 1951 sowie Rhinolophus subrufus subsp. bunkeri Taylor, 1934.